# بائعة السمك
بائعة السمك هي لوحة بريشة الرسام الهولندي بتروس فان شندل رسمها سنة 1843 بأسلوبه الرومانسي المميز من خلال الاعتماد على ضوء الشموع والمصابيح في أغلب لوحاته من أجل إضافة لمسة ذات طابع دافِئ.

## الوصف
تصور اللوحة إمرأتان في سوق المساء أحدهما تبيع السمك والأخرى تشتري منها يتوسط المشهد شمعة (لمسة شندل الخاصة) تضيء وجهي الاثنين وفي الخلفية مصباح ذا ضوء باهت من أجل إضافة لمسة موازنة حتى لاتكون الخلفية مظلمة تمامأ.

## الرسام
بتروس فان شندل (1806-1870)، هو رسام بلجيكي-هولندي اشتهر برسمه لوحات تصور الحياة اليومية بأسلوب رومانسي، وكان متخصصاً في رسم المشاهد الليلية، التي تحتوي على المصابيح أو القناديل والشموع. أدى هذا إلى شهرته بلقب «سيد الشموع». رسم مشاهد المناظر طبيعية، تحت ضوء القمر، كما رسم أعمال تتناول مظاهر الحياة اليومية بورتريهات تقليدية. كانت الكثير من لوحاته رسومات الحبر المغسول على خشب. عام 1869، أنتج بضعة لوحات تجريبية مضاءة بالمصابيح القوسية الكهربائية. بالإضافة لفنه، كان مهتماً بميكانيكا المحركات البخارية، وعام 1841، اخترع جهاز لتحسين نصل السفن البخارية. كما ابتكر اقتراحات لتحسين الاستقرار الجانبي لعربات السكك الحديدية واستصلاح الأراضي البرية في دى كمبين.